# Birgitte Vind
Birgitte Vind (født d. 13. august 1965 i Vejle) er en dansk politiker, som siden Folketingsvalget 2019 har været medlem af Folketinget for Socialdemokratiet. I perioden 2010-2019 har hun været medlem af Vejle Byråd.
Den 22 August 2018 blev Birgitte Vind valgt som Folketingskandidat for Socialdemokratiet i Vejle Sydkredsen. Birgitte Vind overtog kredsen fra Karen J. Klint der har siddet i Folketinget siden 1998.
Om sit politiske engagement har Birgitte Vind til Vejle Amts Folkeblad udtalt, at interessen for det politiske opstod i forbindelse med hendes 12 år lange arbejdsliv på Søndermarsksskolen og Give Fritidscenter. "Der var så mange ting på det skolemæssige område, der ikke fungerede tilfredsstillende, og da jeg arbejdede som skolekonsulent i forbindelse med kommunesammenlægningen i 2007 oplevede jeg så mange stærke kulturforskelle, der var med til at splitte skolevæsenet i stedet for at samle det, at jeg simpelthen måtte reagere på det - og det blev så politisk".